# Типография Черноевича

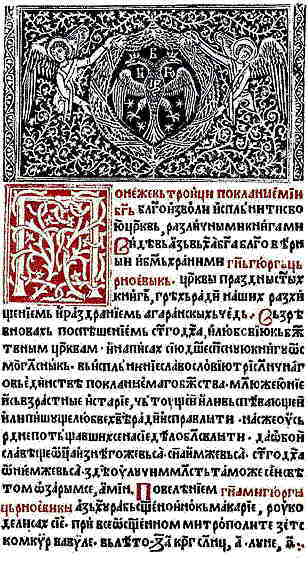
Цетинский октоих (1494)

Типография Черноевича (серб. Штампарија Црнојевића, болг. Печатница на Църноевич) — вторая в истории кириллическая типография и первая в истории государственная типография.
Функционировала в период 1494—1496 гг. как типография правителя Зеты — Георгий IV Черноевич. Она была перенесена в год открытия Америки (1492) из Венеции и в следующем 1493 году начала работать в Ободе, после чего была переведена в Цетинский монастырь. Первопечатником и руководителем был иеромонах Макарий, напечатавший всего пять инкунабул — богослужебных книг. Продолжаются научные споры о том, существует ли шестая инкунабула, вышедшая из этой типографии. 4 января 1494 года из этой типографии вышла в свет первая книга — Цетинский октоих. Независимо от названия, в Ободе был напечатан только октоих, а в Цетине — остальные инкунабулы.
После первого Октоиха выходят «Молитвослов»; «Евангелие», «Псалтирь» (22 сентября 1495 г.) и «Октоих Пятигласник».
Единственной оригинальной инкунабулой в истории кириллического книгопечатания, помимо литургических, является частично напечатанное «Житие Стефана Дечанского» вместе с Псалтирью от 22 сентября 1495 года. Это обстоятельство и орфографические особенности этих богослужебных книг по сравнению с «Дубровницким молитвословом» дают основание заключить, что печатный язык по своему этническому облику является среднеболгарским.